# Oswald Achenbach

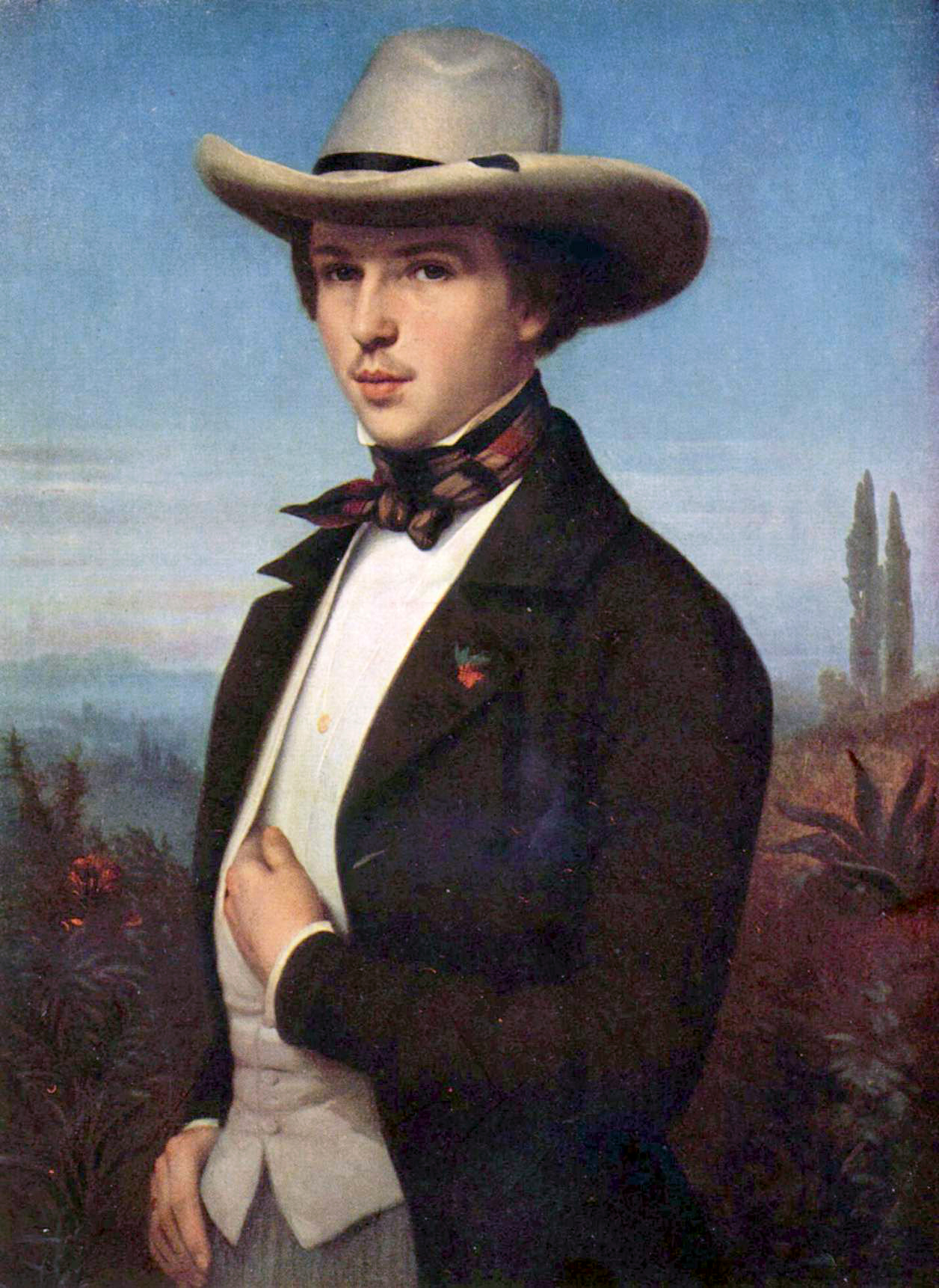
Oswald Achenbach, Porträt von Ludwig Des Coudres

Oswald Achenbach im Alter von 70 Jahren

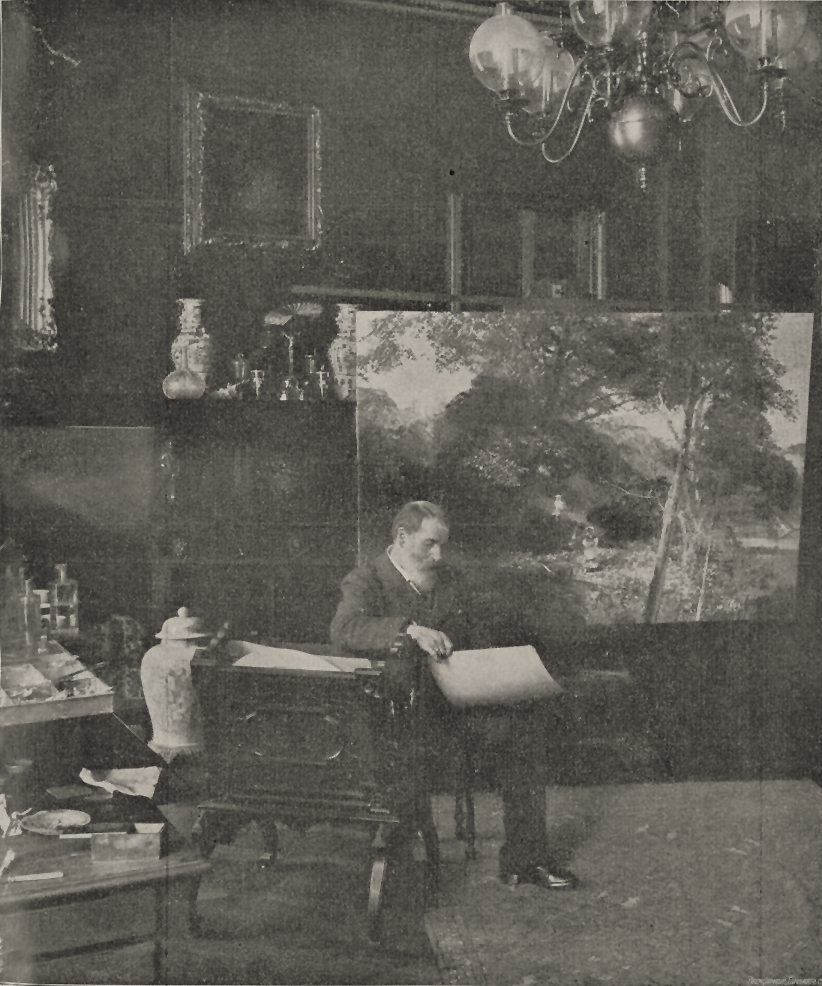
Oswald Achenbach in seinem Atelier in der Goltsteinstraße

Wilhelm Oswald Gustav Achenbach (* 2. Februar 1827 in Düsseldorf; † 1. Februar 1905 ebenda) war ein deutscher Maler, welcher der Düsseldorfer Malerschule zugerechnet wird. Zu seinen Lebzeiten zählte er zu den bedeutenden Landschaftsmalern Europas und prägte während seiner Lehrtätigkeit die Düsseldorfer Kunstakademie. Sein Bruder war der zwölf Jahre ältere Andreas Achenbach, der gleichfalls zu den bedeutenden deutschen Landschaftsmalern des 19. Jahrhunderts zu rechnen ist. Die beiden Brüder wurden scherzhaft auch das „A und O der Landschaftsmalerei“ genannt.

## Leben

### Familie
Oswald Achenbach wurde als fünftes von zehn Kindern in Düsseldorf geboren. Seine Eltern waren der Kaufmann Hermann Achenbach (1793–1849) und dessen Ehefrau Christine, geborene Zilch (1797–1868). Wenig ließ darauf schließen, dass aus der Familie zwei für das 19. Jahrhundert wichtige Maler hervorgehen würden. Hermann Achenbach war in einer Reihe unterschiedlicher Berufe tätig. Er war zunächst Bier- und Essigbrauer, besaß zwischenzeitlich einen Gasthof in Düsseldorf und arbeitete später als Buchhalter. Noch während Achenbachs früher Kindheit zog die Familie nach München um, wo Oswald Achenbach zumindest für kurze Zeit die Grundschule besuchte. Zu welchem Zeitpunkt die Familie wieder nach Düsseldorf zurückkehrte, ist nicht überliefert, sie zog jedoch um 1844 in das Haus Altestadt 1.

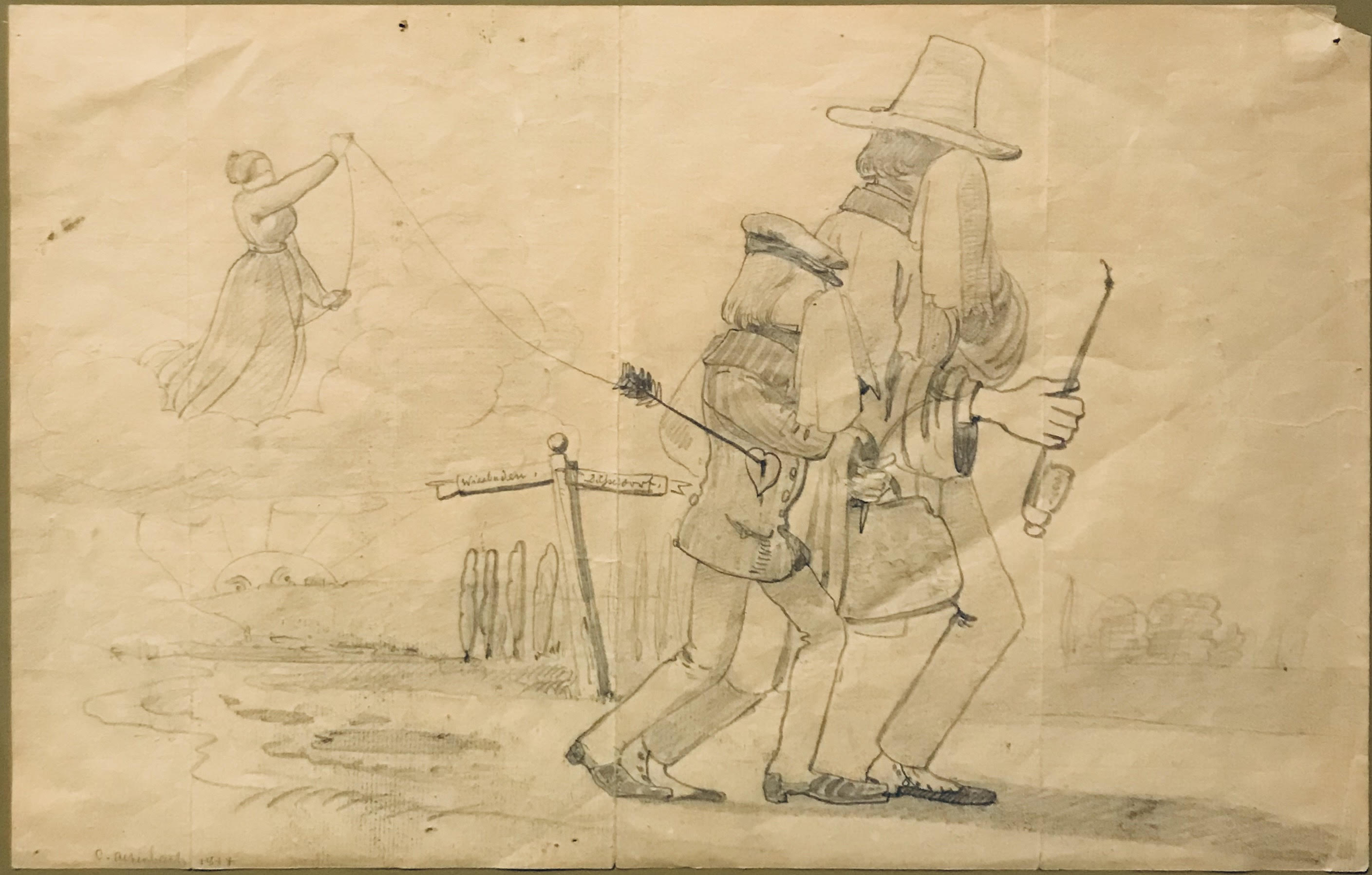
Ein Frühwerk des 17-jährigen Achenbach auf Wanderschaft: Abschied: Von Wiesbaden nach Düsseldorf, 1844, Bleistiftzeichnung, 21 × 33 cm, Privatsammlung Wiesbaden

Das Verhältnis zu seinem Bruder Andreas, wie er ein bekannter Maler, war offenbar gestört. Emil Hünten und Anton von Werner versuchten einmal, ihn zu einem Trinkspruch auf den Bruder zu bewegen, doch Oswald Achenbach lehnte ab. Ein weiterer Bruder war der Freizeitschriftsteller und Kaufmann Hermann Achenbach, der nach St. Louis emigrierte und als Kaufmann mit Stoffen, Spielzeug und Gemälden seiner Brüder handelte.

### Die frühen Jahre

#### Schüler der Düsseldorfer Kunstakademie

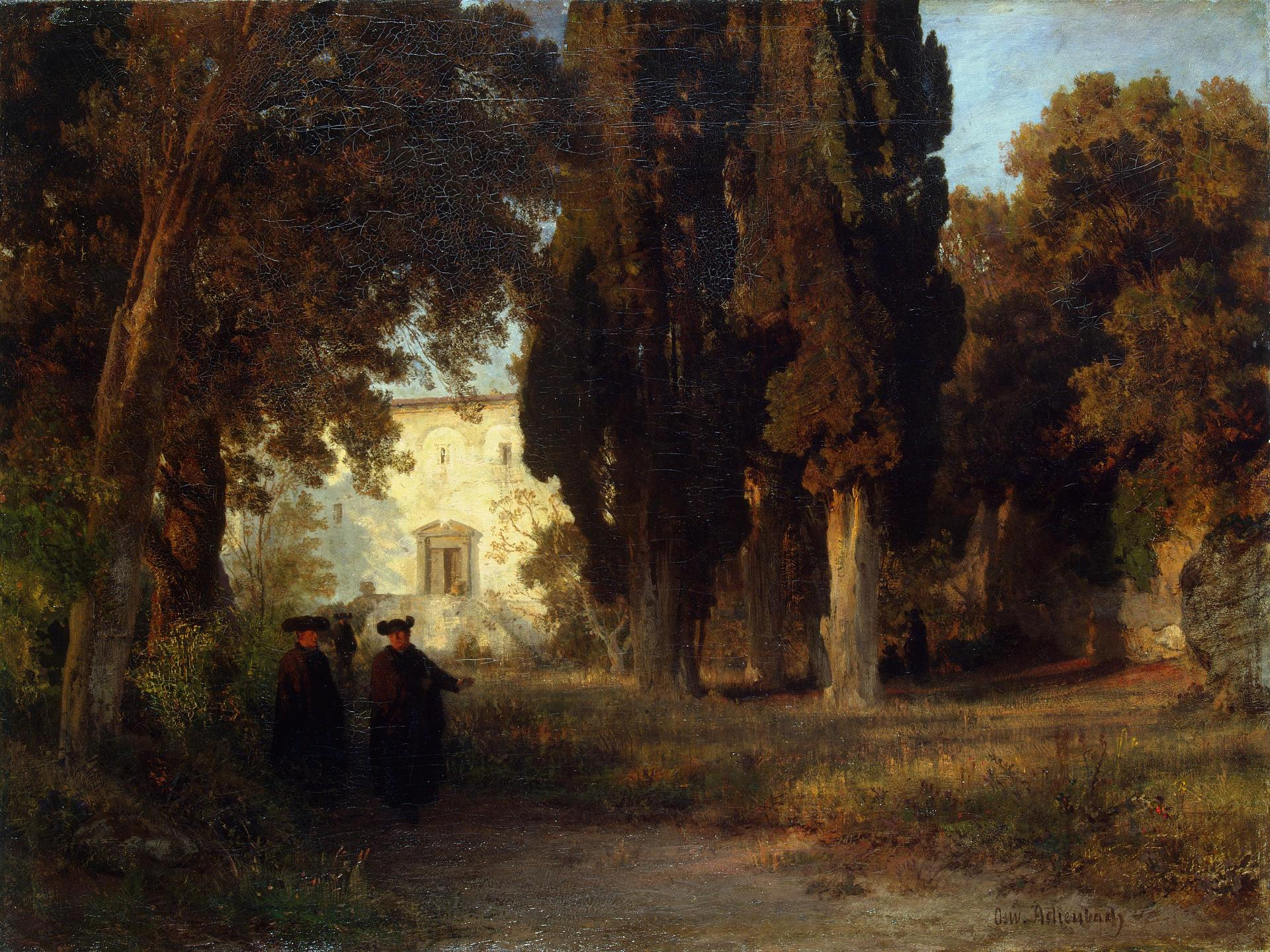
Klostergarten, 1857 Öl auf Leinwand, Eremitage, Sankt Petersburg

Achenbach wurde bereits 1835, im Alter von acht Jahren, in die Elementarklasse der Düsseldorfer Kunstakademie aufgenommen. Dies entsprach eigentlich nicht den Statuten dieser Einrichtung, die ein Mindestalter von zwölf Jahren vorsahen. Achenbach blieb bis 1841 an der Akademie.
Bis auf ein Jahr in der Architekturklasse war er Schüler der Elementarklasse, in der die Grundlagen des Zeichnens unterrichtet wurden. Auch dies entsprach nicht dem normalen Lehrplan. Aus welchen Gründen Oswald Achenbach anders behandelt wurde als es die Statuten vorsahen, lässt sich heute nicht mehr nachvollziehen. Möglicherweise galten die Statuten nur als Rahmenrichtlinie und für zeichnerisch Hochbegabte wie Achenbach wurde eine Ausnahme gemacht.
Aus welchem Grund Oswald Achenbach 1841 die Düsseldorfer Akademie wieder verließ, ist nicht geklärt. Aufgrund seiner Skizzenbücher weiß man, dass er zu dieser Zeit intensivere Naturstudien in der Gegend um Düsseldorf betrieb. Mechthild Potthoff hat in ihrer Dissertation über Achenbach die These aufgestellt, dass sein Austritt erfolgte, weil er mit dem starren akademischen Lehrbetrieb zunehmend unzufrieden wurde.

#### Die ersten größeren Reisen

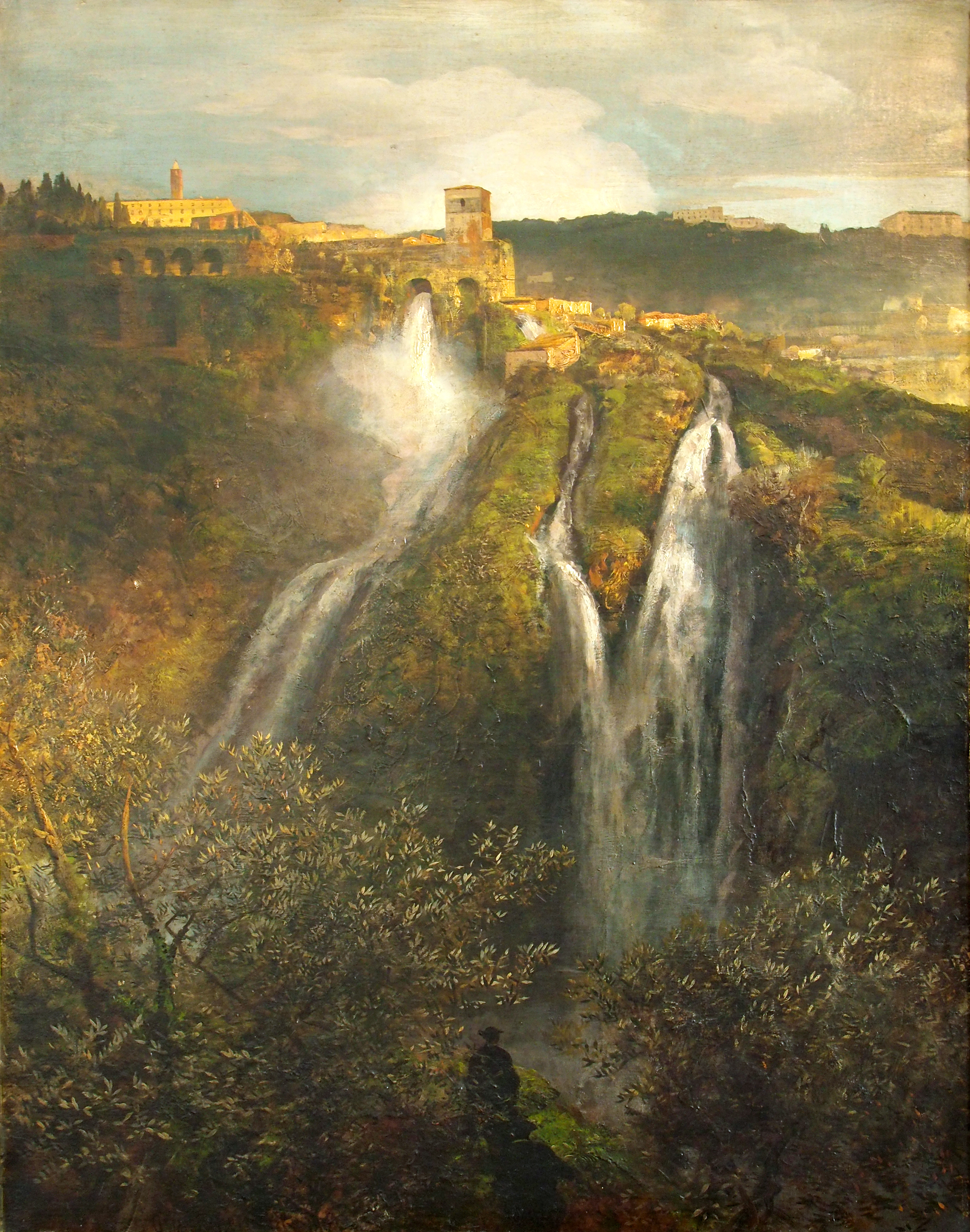
Wasserfälle bei Tivoli (Museum im Weimarer Stadtschloss)

1843 folgte eine mehrmonatige Reise des erst 16-jährigen Achenbach nach Oberbayern und Nordtirol, während der er seine Naturstudien fortsetzte. Aus dieser Zeit stammen auch die frühesten bekannten Arbeiten in Öl. Auch die Reise nach Oberitalien, die Achenbach mit seinem Freund und späteren Schüler Albert Flamm im Sommer 1845 unternahm, diente der Fortsetzung dieser Studien. Von diesem Zeitpunkt an zeigen die Gemälde, die Achenbach schuf, überwiegend italienische Landschaftsmotive.
Von den Werken, die Achenbach bis 1850 malte, sind nur wenige erhalten geblieben. In diesen zeigt sich, dass er sowohl in der Wahl seiner Motive als auch in seiner Maltechnik noch stark von dem Kunstverständnis geprägt war, das zu dieser Zeit an den Kunstakademien gelehrt wurde. Der malerische Einfluss von Johann Wilhelm Schirmer und Carl Rottmann ist in diesen Bildern noch erkennbar. In den Ölstudien, die Achenbach während dieser Reisen schuf, hielt er vorwiegend Landschaftsansichten fest und befasste sich detailliert mit der für Italien typischen Vegetation. Eine weit geringere Rolle spielen Architekturmotive oder Figurenstudien.

#### Achenbach und das kulturelle Leben in Düsseldorf
Bis weit ins 19. Jahrhundert hinein war die künstlerische Ausbildung von den Kunstakademien geprägt. Diese Kunstakademien waren jedoch insbesondere im 19. Jahrhundert zu einem formelhaften und starren Ausbildungsbetrieb geworden, die auf neuere künstlerische Richtungen nicht reagierten. Die Kunstakademien arrangierten auch die großen Kunstausstellungen, über die Künstler vorrangig ihre Werke verkauften. Künstler, die in ihrem Kunststil in Widerspruch zu der akademischen Kunstauffassung standen, wurden dort nicht ausgestellt und hatten in der Regel weitaus geringere Möglichkeiten, ihre Werke zu verkaufen. Von Beginn des 19. Jahrhunderts an standen einzelne Künstler und Vertreter ganzer Kunstrichtungen in Opposition zur akademischen Kunstauffassung. Auch Achenbach zählte zu den Künstlern, die der Düsseldorfer Kunstakademie kritisch gegenüberstanden, und wurde sehr früh Mitglied zweier Düsseldorfer Vereine, denen sich viele gleichgesinnte Künstler angeschlossen hatten. Dies war der „Verein der Düsseldorfer Künstler zu gegenseitiger Unterstützung und Hilfe“ sowie der Künstlerverein „Malkasten“, der am 11. August 1848 gegründet wurde. Zu den Unterzeichnern der Gründungsschrift des Malkastens gehörte Achenbach. Zum Vereinszweck des „Malkastens“ gehörte es, unterschiedlichste Künstler zusammenzubringen und zu fördern. Man inszenierte gemeinsam Theaterstücke, veranstaltete Musikabende und Ausstellungen. An vielen Veranstaltungen war Achenbach aktiv beteiligt, führte Regie, trat selber auf oder inszenierte Theaterstücke. Insbesondere dem Verein „Malkasten“ blieb Achenbach bis zum Ende seines Lebens verbunden.
Ab 1850 waren seine Gemälde in den Ausstellungen der neu gegründeten Düsseldorfer Galerie Eduard Schulte vertreten. Dort wurden anfangs bevorzugt Werke von Künstlern ausgestellt, die sich als von der Kunstakademie Düsseldorf unabhängig verstanden. An Achenbachs wirtschaftlichem Erfolg als Maler hatte diese Galerie wesentlichen Anteil, da sie sich zu einer der führenden deutschen Galerien entwickelte und später Niederlassungen auch in Berlin und Köln unterhielt. Wohnhaft war er zu dieser Zeit quasi um die Ecke auf der Ratinger Straße.

### Die erste große Italienreise
In den Sommermonaten 1850 unternahm Achenbach erneut eine Reise nach Italien, die ihn nach Nizza, Genua und Rom führte. Gemeinsam mit Albert Flamm reiste er von Rom aus in die Umgebung der italienischen Hauptstadt und besuchte vor allem die Orte, die schon vor ihm Landschaftsmaler zu Bildern angeregt hatten. Während dieser Reise lernte er unter anderem Arnold Böcklin, Ludwig Thiersch und Heinrich Dreber näher kennen und verbrachte mit ihnen längere Zeit in Olevano. Thiersch hat überliefert, wie unterschiedlich diese Künstler die Eindrücke der Landschaft verarbeiteten. Während Dreber sorgfältige Bleistiftzeichnungen anfertigte, ließ Böcklin tagelang die Umgebung nur auf sich wirken und hielt in seinem Skizzenbuch lediglich wenige Details fest. Achenbach und Flamm malten dagegen ihre Ölskizzen direkt in der freien Natur. Die erhalten gebliebenen Skizzen von Achenbach zeigen, dass er sich weniger für Details interessierte, sondern sich auf die charakteristischen Farben und Formen sowie die Licht- und Schattenverteilungen konzentrierte. Den farblichen Eindruck der italienischen Landschaft setzte er künstlerisch um, indem er Farbschichten in unterschiedlicher Pigmentdichte und Pastosität übereinander setzte, um so den gewünschten Ton zu finden.

### Heirat mit Julie Arnz und erste internationale Auszeichnungen

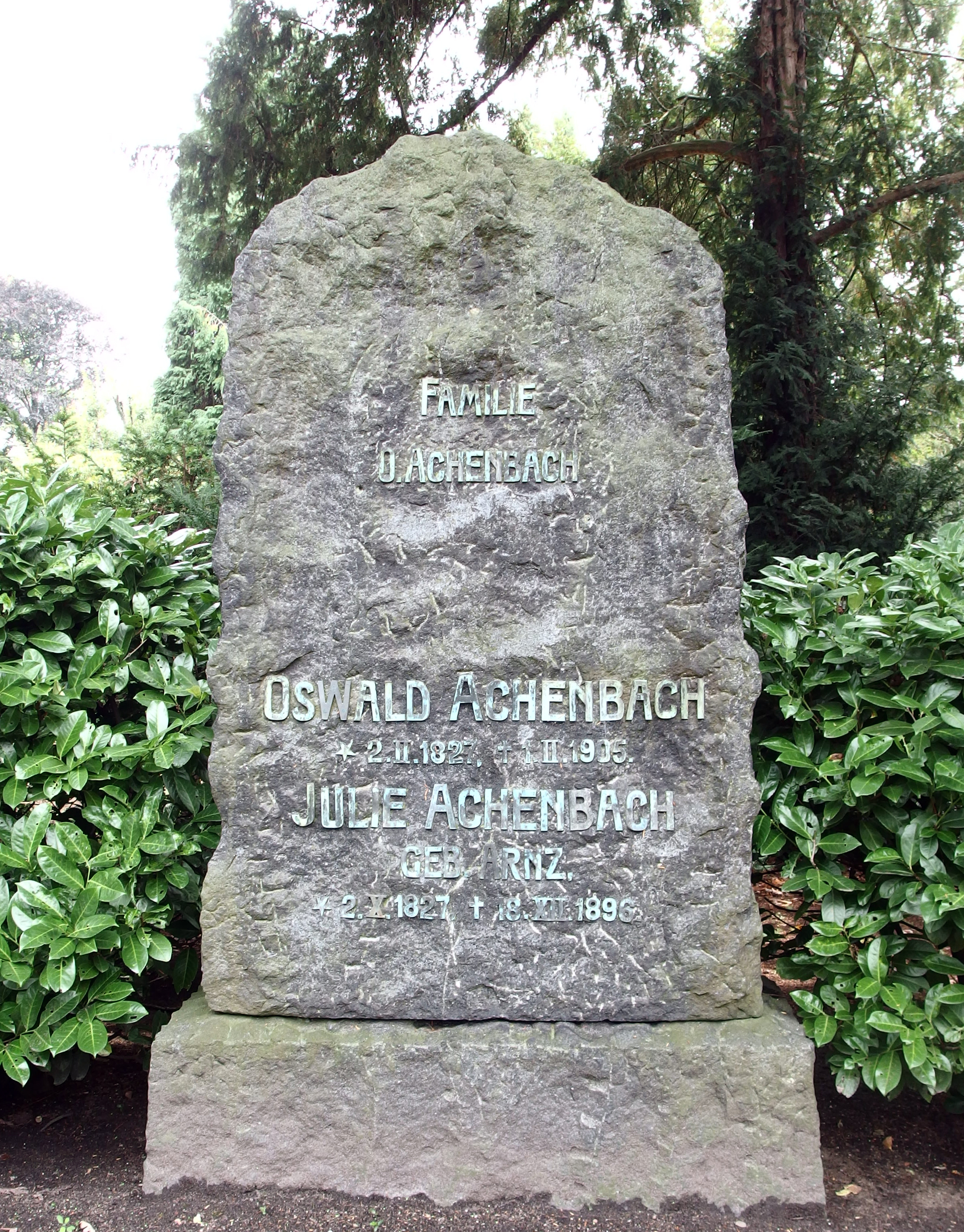
Grabstein Oswald und Julie Achenbach, Nordfriedhof Düsseldorf

Am 3. Mai 1851 heiratete Achenbach Julie Arnz (1827–1896), mit der er seit 1848 verlobt war. Julie war die Tochter des Düsseldorfer Verlagsbuchhändlers und Druckereibesitzers Heinrich Arnz (1785–1854, Arnz & Comp.). Dieser verlegte unter anderem die Düsseldorfer Monathefte, für die Achenbach satirische Blätter schuf, und das Düsseldorfer Monatsalbum, zu dem Achenbach Illustrationen zu Gedichten und Liedern ebenso beisteuerte wie Lithografien seiner Gemälde. In derselben Zeit begann er, die ersten Schüler privat in Landschaftsmalerei zu unterrichten. Hierzu nutzte er sein Atelier im Palais Spinrath an der Ratinger Straße. Zwischen 1852 und 1857 wurden die vier Töchter des Paars geboren: Clara Catharina Louise (1852–1938), Henriette Maria (* 1853), Hedwig Anna (* 1855) und Caecilie Maria Ottilie (1857–1925). Der einzige Sohn des Ehepaars Benno kam 1861 zur Welt.
Bis zum Jahre 1864 bewohnten die Achenbachs eine Wohnung, Ecke Schadow- und Viktoriastraße, mit einem Gartenhaus, genannt das „Vogelhaus“, in dem sich das Atelier befand, das auch dem Unterricht seiner Privatschüler diente. An der Goltsteinstraße 9 ließ Achenbach für sich und seine Familie ein Haus erbauen, in dem sein Atelier in der ersten Etage lag, dieses mit Balkon und Blick in den Hofgarten.
Achenbach war zu dieser Zeit als Maler bereits weit über die Grenzen Deutschlands hinaus bekannt. 1852 nahm die Kunstakademie in Amsterdam den erst 25-Jährigen als Ehrenmitglied auf. Auf der Weltausstellung in Paris 1855, bei der er mit mehreren Gemälden vertreten war, wurde er ausgezeichnet. 1859 ehrte man ihn im Pariser Salon mit einer Goldenen Medaille, und 1861 verlieh ihm die St. Petersburger Akademie die Ehrenmitgliedschaft. 1862 erhielt er dieselbe Auszeichnung durch die Kunstakademie in Rotterdam.

### Professor für Landschaftsmalerei

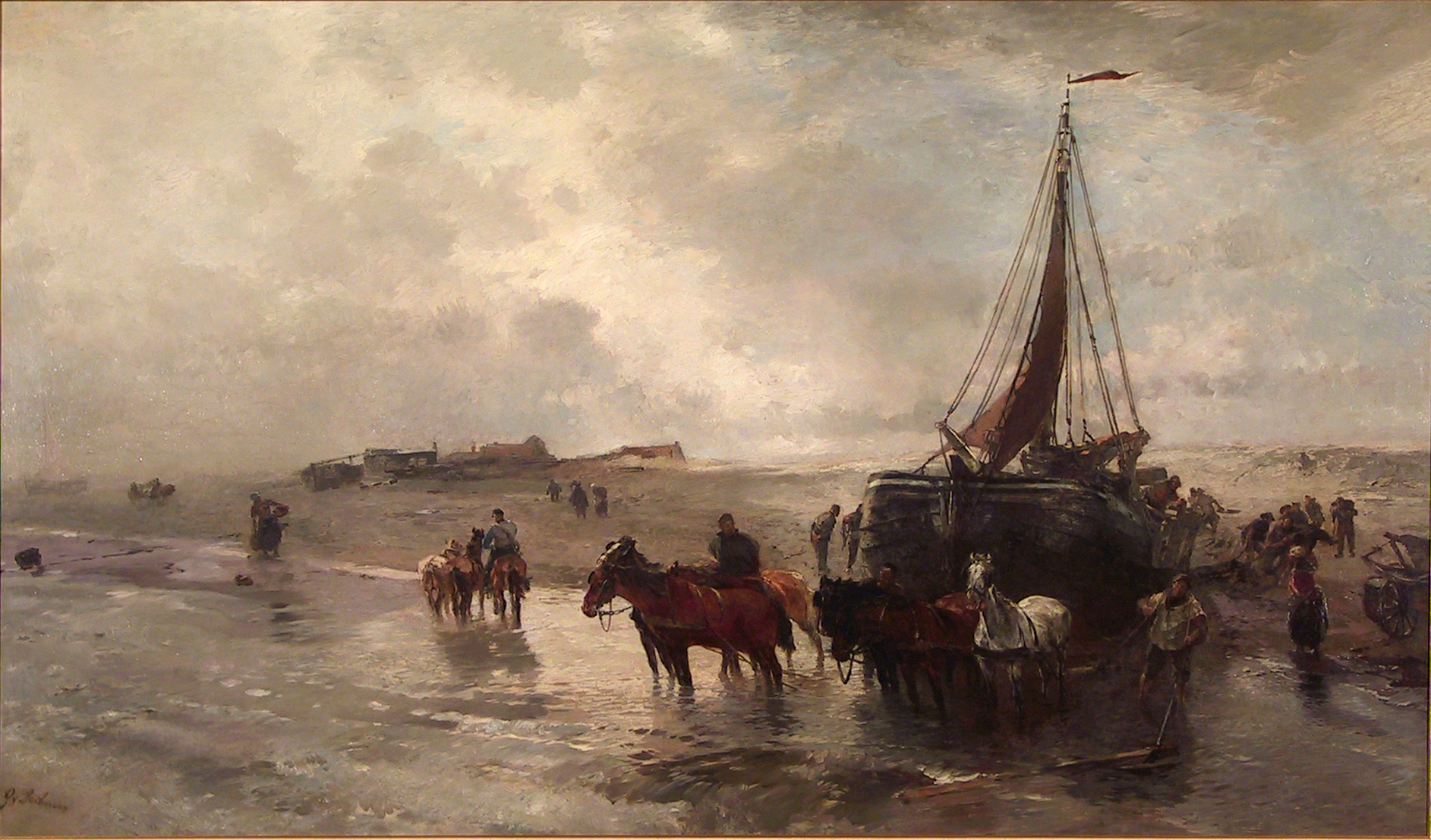
Gregor von Bochmann, Flottmachen eines Fischerbootes, 1888, Privatbesitz – Bochmann zählte zu den Schülern Achenbachs

Im März 1863 erhielt Achenbach die Professur für Landschaftsmalerei an der Kunstakademie, die bis 1872 im Düsseldorfer Schloss und Galerie untergebracht war. Die Annahme bedeutete für Achenbach einen gesellschaftlichen Aufstieg und gleichzeitig finanzielle Sicherheit. Sie scheint jedoch auch in Widerspruch zu seiner vorherigen Opposition zu dieser Einrichtung zu stehen. Seit Wilhelm von Schadow im Jahr 1859 das Amt des Direktors niedergelegt hatte, hatten sich allerdings die Auseinandersetzungen sowohl innerhalb der Kunstakademie als auch die zwischen der Akademie und den sich von ihr als unabhängig verstehenden Künstlern verringert. Die Berufung Achenbachs auf einen Lehrstuhl für Landschaftsmalerei war außerdem bewusste Politik durch die neue Direktion der Düsseldorfer Kunstakademie, um eine Versöhnung mit den von der Akademie unabhängigen Künstlern herbeizuführen.
Im selben Jahr wurde Oswald Achenbach außerdem von Napoleon III. zum „Chevalier de la Légion d’honneur“ ernannt. Von 1863 bis 1868 war er mit Gemälden auf dem Pariser Salon vertreten. Neben der Verleihung des Guadalupe-Ordens durch Kaiser Maximilian von Mexiko 1866 und der Verleihung des Ritterkreuzes 1. Klasse des Verdienstordens vom hl. Michael durch die Jury für die Internationale Kunstausstellung in München 1869 war dies die ehrenvollste Auszeichnung, die Achenbach erhielt. Solche Auszeichnungen für Künstler waren in dieser Zeit üblich und dürfen daher nicht überbewertet werden. Sie trugen jedoch erheblich zum Bekanntheitsgrad von Achenbach bei, bestätigten seine Anerkennung als Künstler durch offizielle Institutionen und waren für seine Verkaufserfolge als Maler wichtig.
Als Professor war Achenbach der Nachfolger von Hans Fredrik Gude. Ab 1866/1867 leitete er eine der Meisterklassen der Akademie. Aus den Schülerlisten der Düsseldorfer Akademie geht hervor, dass insgesamt 50 namentlich bekannte Studenten zur sogenannten Achenbach-Schule gehörten. Zu den heute bekanntesten Schülern zählen Albert Arnz, Gregor von Bochmann, Arthur Calame, Themistokles von Eckenbrecher, Arnold Forstmann, Theodor Hagen, Louis Kolitz, Ascan Lutteroth, Adelsteen Normann und Carl Seibels. Gegenüber seinen Schülern hob er vor allem hervor, wie entscheidend die Verteilung von Hell und Dunkel für die Komposition eines Bildes sei. Für ihn war dies wesentlicher als die Wahl des Motivs. Folgerichtig legte er seinen Schülern nahe, sich mit den Gemälden William Turners auseinanderzusetzen. Er empfahl seinen Schülern auch die Werke seines Bruders Andreas Achenbach zum Studium.
Auch während seiner Lehrtätigkeit unternahm Achenbach eine Vielzahl von Reisen. Dazu zählen längere Aufenthalte im Teutoburger Wald und in der Schweiz. 1871 hielt er sich mit seiner Familie für fast neun Monate in Italien auf. Zu den Stationen dieser Reise zählen Castellammare di Stabia, Amalfi, Capri und Ischia. Mehrere Wochen hielt er sich in Sorrent auf. Während dieser Zeit ließ er sich an der Düsseldorfer Kunstakademie durch Theodor Hagen und Albert Flamm vertreten.
In seiner Maltechnik setzte ab 1860 eine Veränderung ein. Die Gemälde wurden zunehmend „haptischer“, das heißt die aufgetragenen Farben wiesen ein stärkeres Relief auf und die Führung des Pinsels war weniger vom dargestellten Gegenstand abhängig. In einzelnen Bildpartien verzichtete Achenbach zunehmend auf eine detaillierte Ausgestaltung. Kunsthistoriker vermuten, dass diese Veränderung in der Maltechnik auf eine Auseinandersetzung mit den Gemälden von Gustave Courbet zurückzuführen ist. Bevorzugtes Motiv seiner Gemälde waren weiterhin die Landschaften und Volksszenen Italiens, die er durch seine Lichtführung theatralisch steigerte und idealisierte.
Er gehörte zur bevorzugten Auswahl zeitgenössischer Künstler, die das „Komité zur Beschaffung und Bewertung von Stollwerckbildern“ dem Kölner Schokoladeproduzent Ludwig Stollwerck zur Beauftragung für Entwürfe vorschlug.

### Die späten Jahre

Feuerwerk vor Neapel, Öl auf Leinwand, 1875, Eremitage, St. Petersburg

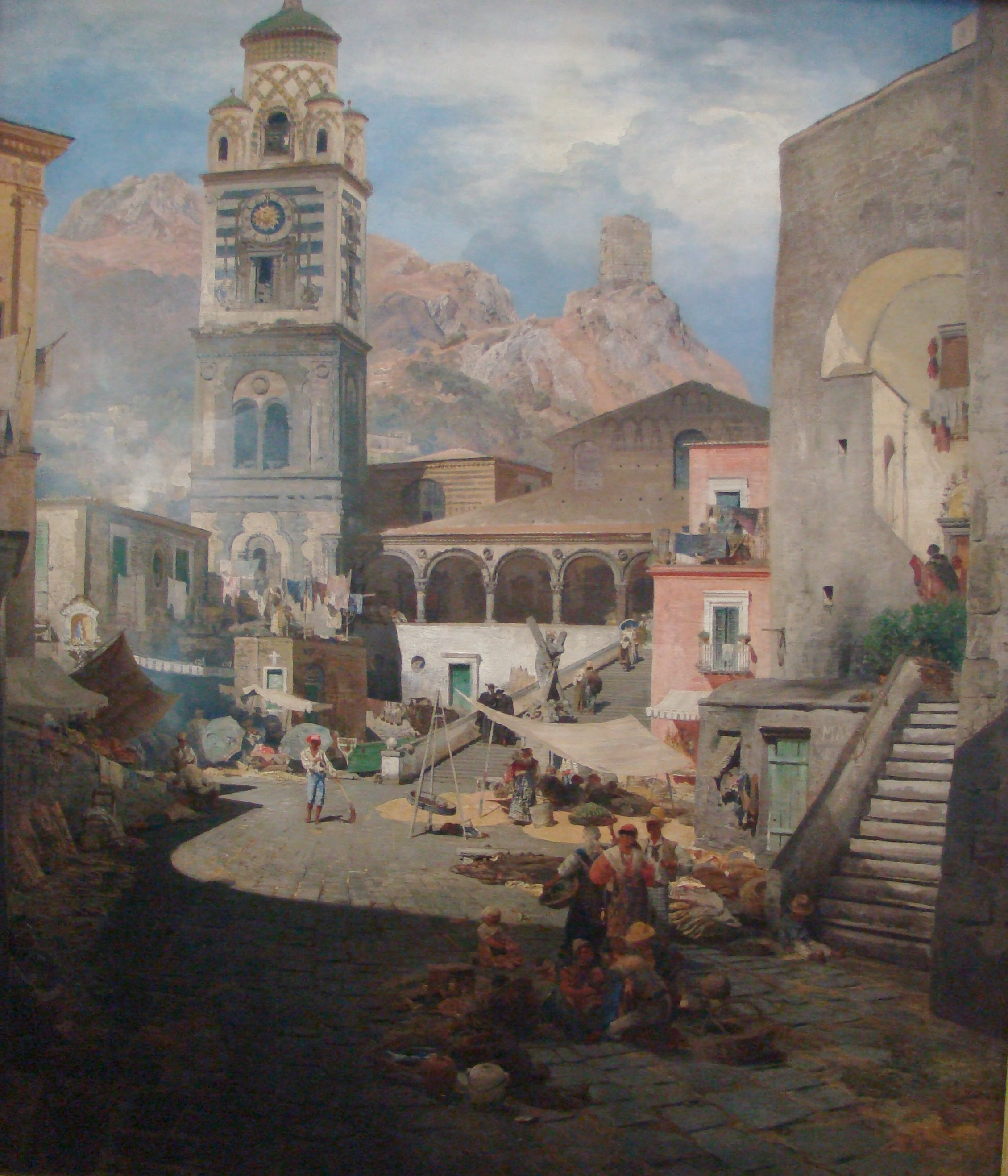
Marktplatz von Amalfi (1876), Alte Nationalgalerie (Berlin)

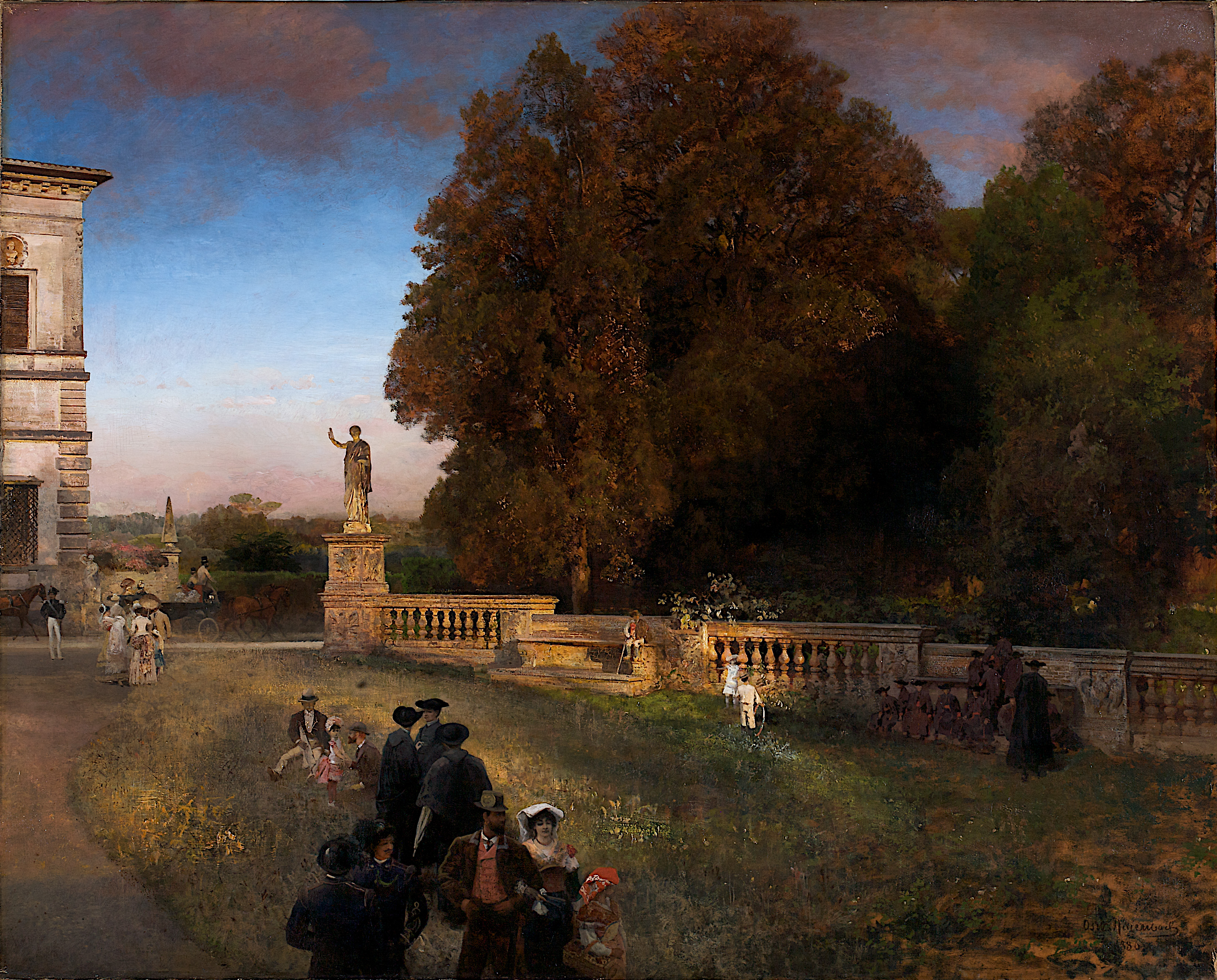
Im Park der Villa Borghese (1886), Museum Kunstpalast, Düsseldorf

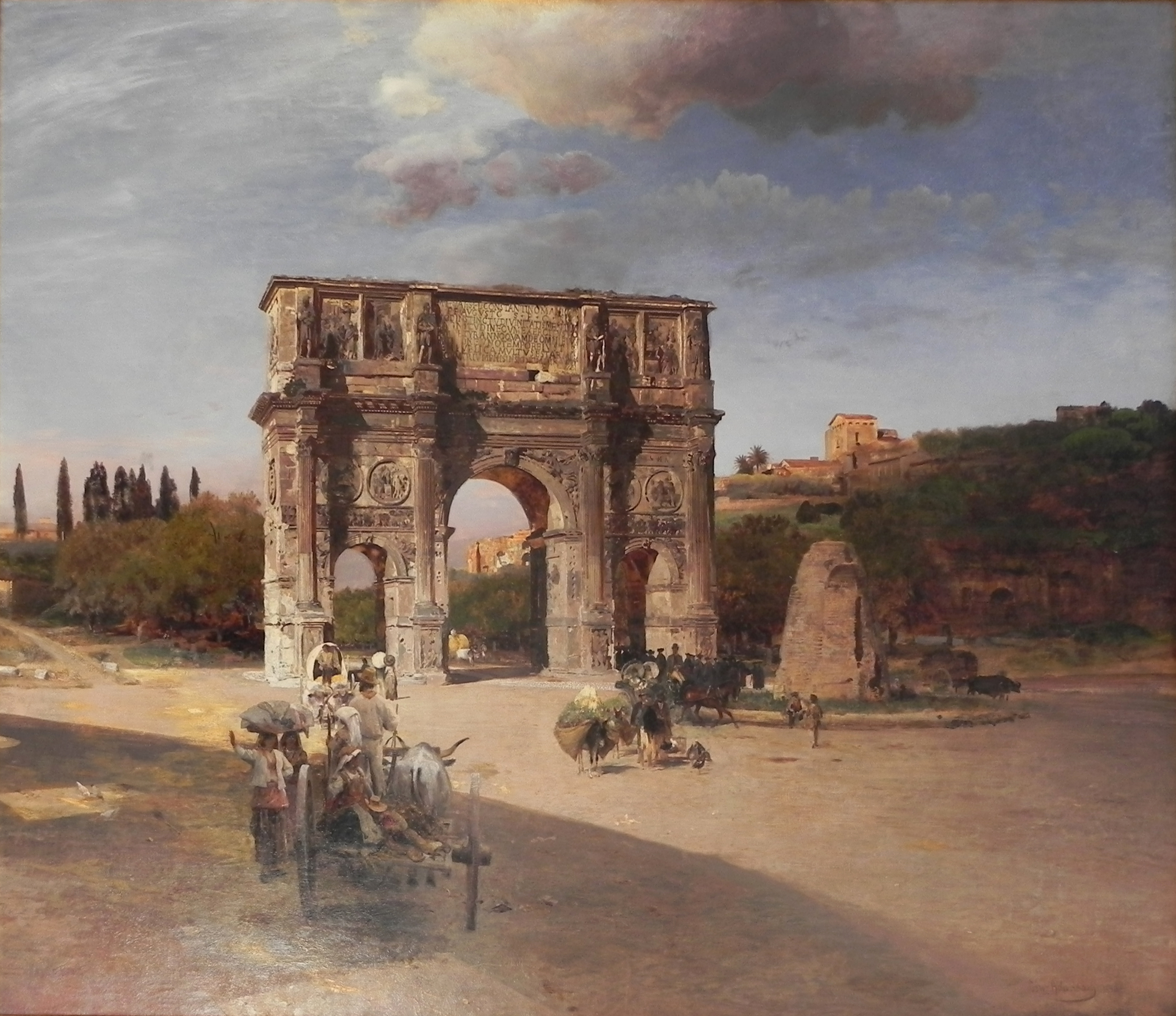
Triumphbogen des Konstantin in Rom (1886), Alte Nationalgalerie Berlin

Die Professur für Landschaftsmalerei, die Achenbach seit März 1863 innehatte, legte er 1872 nieder. Bereits 1869 hatte Achenbach einen Antrag auf Entlassung aus dem Lehramt gestellt, ihn jedoch dann noch einmal zurückgezogen. Zu der Amtsniederlegung 1872 trug bei, dass Achenbach sich durch die Lehrtätigkeit in seinen eigenen künstlerischen Arbeiten eingeschränkt fühlte. Zur Zeit des Brands der Akademie im März 1872 stand sein Atelier schon leer.
Auch in den folgenden Jahren unternahm Achenbach zahlreiche Reisen. Die letzte große Reise nach Italien trat er im Frühsommer 1882 an und besuchte neben Florenz und Rom erneut Neapel und Sorrent. 1885 und 1895 führten ihn Reisen nach Oberitalien. Für das Jahr 1897 plante er eine erneute Reise nach Florenz, musste diese aber aufgrund einer Erkrankung bereits in der Schweiz abbrechen.
1897 wurde Achenbach anlässlich seines siebzigsten Geburtstags zum Ehrenbürger der Stadt Düsseldorf ernannt. Es war die Auszeichnung für ein über fünfzig Jahre währendes Engagement in verschiedenen Düsseldorfer Institutionen und Vereinen. Seit langem schon gehörte Achenbach zu den führenden Persönlichkeiten der Stadt. Diese hohe gesellschaftliche Stellung bedingte auch, dass Achenbach ein sehr großes, prunkvolles und gastfreundliches Haus führte, in dem Künstler, Literaten, Gelehrte sowie Offiziere und Angehörige des Adels verkehrten. Zu seinen prominentesten Gästen und Kunden zählte Fürst Karl Anton von Hohenzollern-Sigmaringen. Eine solche Haushaltsführung war kostspielig und machte es notwendig, dass Achenbach viele Bilder „produzierte“. Als gesellschaftlich anerkannter Künstler war es für ihn einfach, Käufer zu finden. Die hohe Anzahl der von ihm geschaffenen Gemälde führte jedoch zur Motivwiederholung. Schon ab den 1860er Jahren warfen ihm Kunstrezensenten wiederholt vor, dass er Motive „totmale“. Dieses Urteil kann dazu beigetragen haben, dass er zunehmend auch Gebirgsmotive malte.

### Das malerische Spätwerk

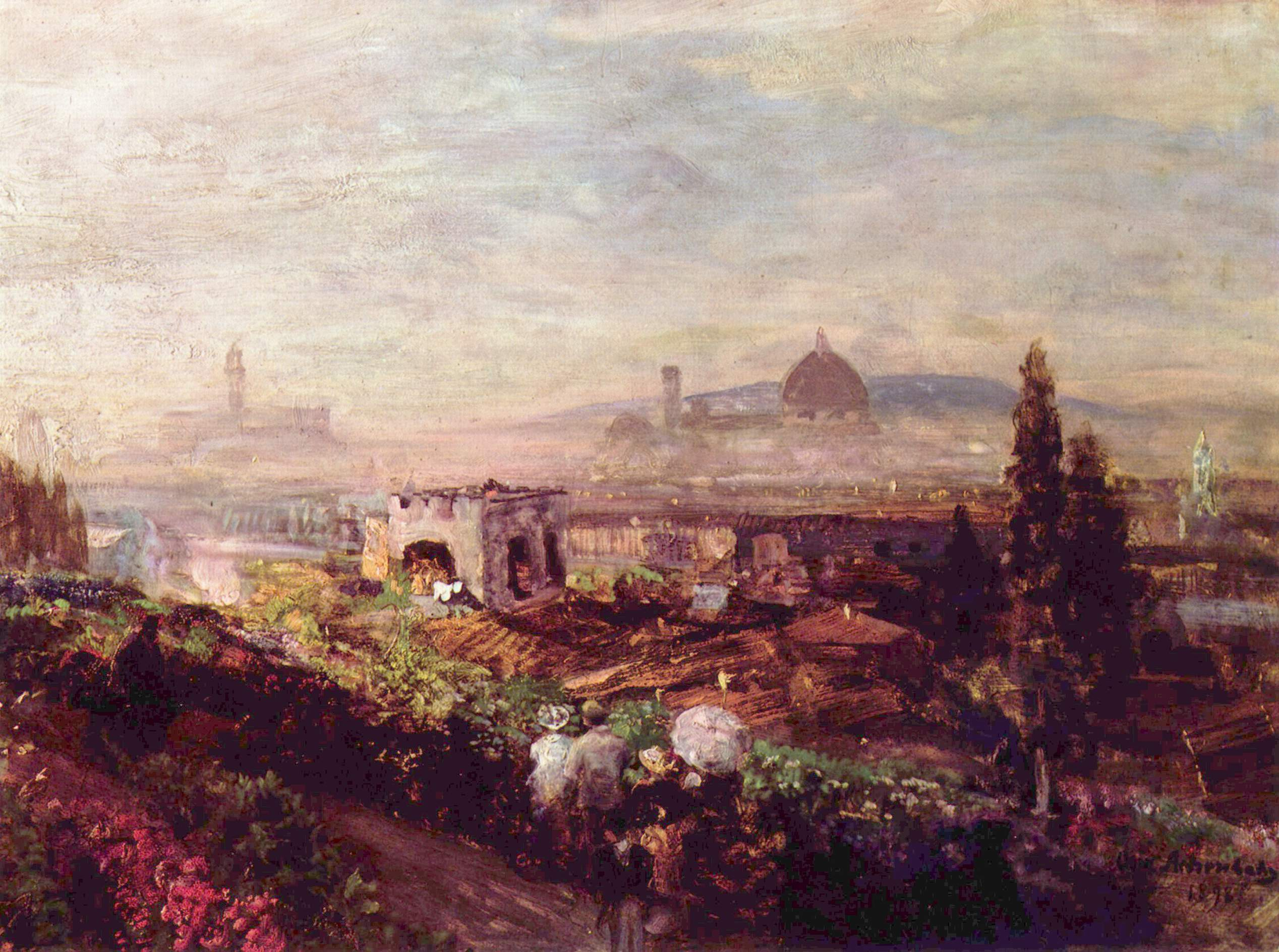
Blick auf Florenz, Öl auf Holz, 1898, Kunstmuseum Düsseldorf

Wie bereits in den Ölstudien der 1850er Jahre baute Achenbach auch in seinen Spätwerken die Farbtöne additiv auf. Er arbeitete dabei mit Pinsel, Spachtel und Fingern und nutzte auch die Leinwandstruktur als gestalterisches Mittel. Flächen, die gleichmäßig und sorgfältig mit feinem Pinsel gemalt sind, stehen in seinem malerischen Spätwerk mitunter direkt neben solchen, bei denen der Untergrund durchscheint oder bei denen die Farben pastenartig angehäuft sind. Seine späteren Gemälde haben daher ein deutlich fühlbares Relief. Das Leinwandkorn und die Spuren der verschiedenen Malgeräte tragen zum Erscheinungsbild der Gemälde bei.
Kennzeichnend ist für seine späteren Bilder auch, dass die Detailgenauigkeit nicht kontinuierlich mit der perspektivischen Entfernung abnimmt, sondern sich nach der von Achenbach angestrebten Gesamtwirkung des Gemäldes richtet. Und während in seinen frühen Bildern die Farbigkeit noch verhalten und einem Gesamtton untergeordnet war, spielen in den späteren Gemälden akzentuierende Kontraste eine stärkere Rolle. In den Gemälden, die ab der Mitte der 1880er Jahre entstanden, herrschen vor allem pastellige Töne vor, während in seinen frühen Gemälden bräunliche Töne dominierten.
Oswald Achenbach verstarb in Düsseldorf am 1. Februar 1905, einen Tag vor seinem 78. Geburtstag. Achenbach wurde auf dem Nordfriedhof Düsseldorf, wo sein Grab auf dem Feld 27 erhalten ist, bestattet.

## Die Ölstudien und Skizzen
Zu Lebzeiten Achenbachs wurden überwiegend seine Gemälde in der Öffentlichkeit gezeigt – er wurde daher vor allem als Maler von „Salonbildern“ oder „galeriefähigen“ Gemälden wahrgenommen, in dessen Arbeit sich die neueren Kunstströmungen nicht widerspiegelten. Achenbach hatte allerdings bereits 1876 anlässlich der Jahresausstellung im Wiener Künstlerhaus eine Ölstudie ausgestellt und auch auf der „Skizzen- und Studien-Ausstellung“ 1889 in der Kunsthalle Düsseldorf Exponate seiner Arbeit gezeigt. Die Reaktionen auf diese Ölstudien waren unterschiedlich. In Wien sah man darin den Beleg dafür, dass Achenbach sich mit seinen jüngeren Kollegen messen konnte:

„… auch die lebendige Skizze eines neapolitanischen Straßenbildes und die trefflich gestimmte, mit glücklichem Blick in Bezug auf die Komposition aufgenommene Vedute nach Bieco an der Sorrenter Straße von Oswald Achenbach sind unangenehme Rivalen für jüngere Landschafter.“

In Düsseldorf dagegen wunderte sich ein Kunstrezensent, wie aus solch unvollständigen Skizzen doch noch „herrliche Gemälde“ entstehen könnten.
Erst 1916 gab die Ausstellung „Untermalungen, Skizzen, Studien, Aquarelle und Zeichnungen Oswald Achenbachs“ der Städtischen Kunstsammlung in Düsseldorf einen vollständigeren Überblick über das Schaffen des Malers. Im Vorwort zum Ausstellungskatalog wies man darauf hin, dass insbesondere diese unbekannten Arbeiten zeigen, dass Achenbach möglicherweise zu Unrecht in dem Ruf stand, ein „altmodischer“ Künstler gewesen zu sein:

„Denn gerade sie, gewissermaßen künstlerische Selbstgespräche, zeigen, dass, längst ehe der Impressionismus als Richtung ausgerufen wurde, Achenbach dessen Ziele verwirklichte, und zwar ganz aus sich selbst heraus, ohne Anschluss an irgendeine Schule oder Lehrmeinung …“

Skizzen, Zeichnungen und Ölstudien dienten Achenbach ähnlich wie anderen Malern vorrangig als Gedächtnisstütze für die spätere Arbeit im Atelier. Im Verlauf seiner künstlerischen Entwicklung hat der skizzenhafte Duktus jedoch zunehmend Raum in seinen Gemälden gewonnen. So ist beispielsweise in seinem 1877 entstandenen Gemälde In der Bucht von Neapel mit Blick auf Capri die gesamte untere rechte Bildecke nur vage angedeutet. Überliefert sind Briefe an seine Galeristen, in denen er beklagt, dass er für Ausstellungen Bilder „fertig“ zu malen habe. An den sogenannten Untermalungen, mit denen auf einer grundierten Leinwand das Gerüst für das spätere Gemälde geschaffen wird, arbeitete er lieber als an den detaillierten Ausgestaltungen. Der Kunstgeschmack des kauffähigen Publikums und der die Kaufentscheidung beeinflussenden Kunstrezensenten forderte jedoch „vollendete“ Bilder, ebenso wie seine Galeristen. Gemälde von John Constable und Charles-François Daubigny wurden in der Öffentlichkeit wegen ihrer Skizzenhaftigkeit kritisiert.

## Maler, die Oswald Achenbach beeinflussten

### Schirmer und Andreas Achenbach

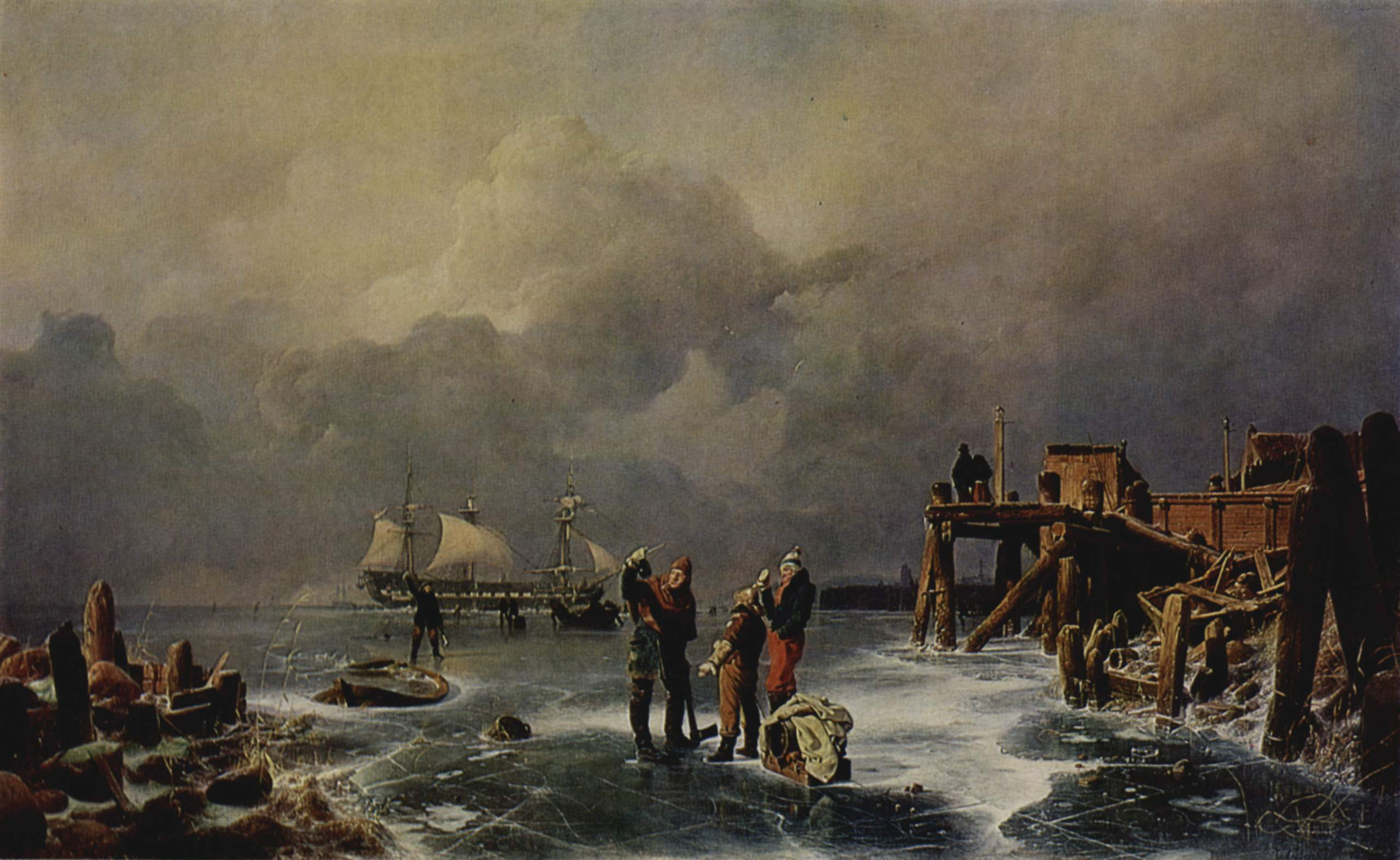
Andreas Achenbach widmete sich künstlerisch vor allem den Marinestücken. Ufer des tiefgefrorenen Meeres (Frühwerk von 1839, Öl auf Leinwand, Eremitage)

Achenbach war während seiner Ausbildung an der Kunstakademie Düsseldorf niemals Schüler von Johann Wilhelm Schirmer gewesen. Als Künstler, der den größten Teil seines Lebens und Arbeitens in Düsseldorf verbrachte, hatte er jedoch hinreichend Gelegenheit, dessen Gemälde zu studieren. So lassen sich in Achenbachs Gemälden aus den 1840er und frühen 1850er Jahren Anlehnungen an Kompositionsprinzipien Schirmers finden. In den Gemälden der späteren Jahre ist dies dagegen nicht mehr feststellbar.
Der Einfluss von Schirmer auf die frühen Bilder von Achenbach ist auch auf seinen zwölf Jahre älteren Bruder Andreas Achenbach zurückzuführen, der ebenfalls an der Kunstakademie Düsseldorf studierte. Andreas Achenbach war Schüler von Schirmer gewesen, und aus einigen Briefen lässt sich schließen, dass Oswald Achenbach von Andreas Achenbach zumindest in den 1840er Jahren Ratschläge bezüglich der Maltechnik und der Motivdarstellung erhielt und damit indirekt von Schirmers Kunstauffassung beeinflusst wurde. Während sich Oswald Achenbach auf die Darstellung italienischer Landschaften konzentrierte, hatte sich Andreas Achenbach den Marinebildern zugewandt: Typische Bilder für ihn sind Holländisches Hafenbild (1871) oder Fischmarkt in Ostende. In der Behandlung der Staffage und der Lichtführung ähneln sich jedoch die Werke der beiden Brüder.

### William Turner und Gustave Courbet
Oswald Achenbach hat seinen Schülern mehrfach den englischen Maler William Turner als Vorbild empfohlen. Möglicherweise hat er Werke von Turner jedoch niemals im Original gesehen, denn eine Reise nach England lässt sich für Oswald Achenbach nicht belegen. Er kannte Turners Gemälde daher wahrscheinlich nur aus den Stahlstichen, mit denen sie in zeitgenössischen Kunstbänden dargestellt wurden. Für Turner spielte, ähnlich wie für Achenbach, die Lichtführung eine große Rolle. Zwei Gemälde von Turner, Mercury and Argus und Dogana, and Madonna della Salute, Venice waren bereits 1843 in Stahlstichen publiziert worden; sie zeigen eine atmosphärische Auflösung der Landschaft, in der die einzelnen Formen und Gegenstände nur schemenhaft angedeutet wurden. Achenbach war in seinen Bilddarstellungen nie so radikal wie Turner, aber vor allem in seinen Gemälden nach 1860 vollzieht sich eine ähnliche malerische Gegenstandsauflösung.

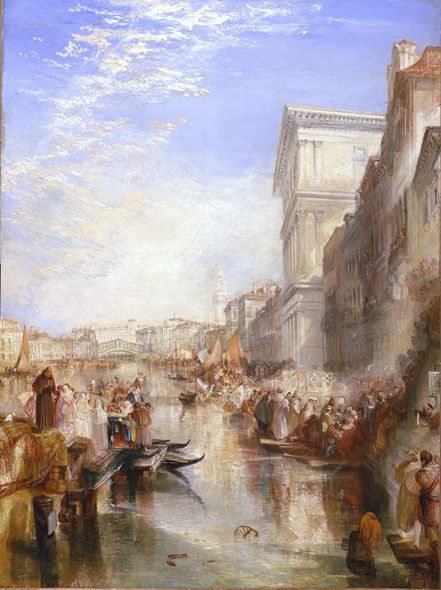
William Turner, The Grand Canal, 1837, Huntington Library

Im Gegensatz dazu hatte Achenbach wahrscheinlich mehrfach die Gelegenheit, die Werke von Gustave Courbet im Original zu studieren. Bis zum Deutsch-Französischen Krieg 1870/71 stand Achenbach in engem Austausch mit der Kunstszene in Paris. Auf der Weltausstellung 1855 in Paris, auf der Achenbach mit Gemälden vertreten war, waren auch elf Gemälde von Courbet zu sehen. Parallel dazu stellte Courbet 40 Gemälde im „Pavillon du réalisme“ aus. Courbet erregte mit seinem radikalen Realismus große Aufmerksamkeit, und es ist sehr wahrscheinlich, dass Achenbach sowohl die Ausstellung des Frankfurter Kunstvereins gesehen hat, die vom Frühjahr 1858 bis Februar 1859 Werke von Courbet ausstellte, als auch die erste große Courbet-Retrospektive, die parallel zur Pariser Weltausstellung von 1867 stattfand. Ähnlich wie bei Courbet findet man in Achenbachs Werk zunehmend eine maltechnische Angleichung einzelner perspektivisch auseinanderliegender Bildelemente. Während Courbet aber eine egalitäre Flächenstruktur entwickelte, wurde Achenbachs Malerei reliefartiger.

## Einordnung von Achenbachs Werk
Gustave Courbets radikaler Realismus hat neben Oswald Achenbach auch eine Reihe anderer deutscher Maler inspiriert. Der so genannte „Leibl-Kreis“ um den Maler Wilhelm Leibl, zu dem Wilhelm Trübner, Carl Schuch, Johann Sperl und zeitweilig auch Hans Thoma gehörten, hatte sich intensiv mit Courbets Werken auseinandergesetzt und war davon inspiriert zu einer „reinmalerischen“ Technik gelangt. Insbesondere Leibl entwickelte eine Technik, bei der die Pinselführung die spezifische Stofflichkeit des darzustellenden Gegenstandes völlig vernachlässigte und die damit bereits in Richtung Abstraktion wies, da sie Flächen und Formen in gleichförmige Einheiten zerlegte.
Achenbach dagegen war radikal in seiner Pinselführung und seinem Farbauftrag, er bewahrte jedoch immer die formalen Kriterien der traditionellen Bildauffassung. Dies führt zu einer kunstgeschichtlich sehr unterschiedlichen Einordnung von Achenbach. Die einen sehen in ihm einen Künstler, der in einem einmal erarbeiteten Stil verharrte und künstlerisch daher stagnierte. Andere Kunsthistoriker weisen Achenbach eine vermittelnde Rolle zu, da er tradiertes Bildgut in einer eigenen Formensprache darstelle und damit in Richtung Moderne weise. Unbestritten ist, dass seine frühen Landschaftsbilder richtungweisend waren. Schon zu Anfang des 20. Jahrhunderts aber sah man in ihm einen Maler, der sich in seinen späteren Gemälden dem Publikumsgeschmack angepasst hatte und zu einem typischen Repräsentanten der Gründerzeit geworden war. Auch Kindlers Malereilexikon kommt zu einem ähnlichen Urteil:

„[Achenbach schuf] ein umfangreiches Werk, wobei ihn sein virtuoses, weniger den Geschmack bildendes als dem Geschmack unkritischer Käuferkreise huldigendes Talent lange Zeit zu einem ausgesprochenen Modemaler machte, aber nicht selten auch die Qualität seiner Bilder beeinträchtigte.“

Oswald Achenbachs Gesamtwerk umfasst etwa 2.000 Gemälde. Etwa zwei Drittel des Gesamtwerks befinden sich in Privatbesitz.

## Werkauswahl

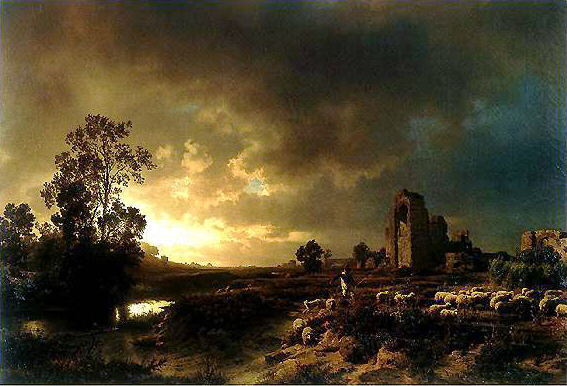
Abendstimmung in der Campagna

- Abfahrender Rheindampfer mit Blick auf das Siebengebirge (verschollen)
- Vico Equense. um 1870/83, Öl auf Leinwand. Luxemburg, Villa Vauban, Sammlung Leo Lippmann (Inv.-Nr. 5).[10]
- Abendlandschaft. um 1880, Öl auf Leinwand, Bautzen, Stadtmuseum
- Abendlandschaft mit Blick auf den Vesuv. 1888, Öl auf Leinwand, Düsseldorf, Gemäldegalerie Museum Kunstpalast
- Villa der Königin Johanna. 1884, Öl auf Leinwand, Kiel, Kunsthalle zu Kiel
- Saltarellotanz mit Blick auf Castel Gandolfo. Öl auf Leinwand, Köln, Wallraf-Richartz-Museum
- Römische Prozession vor St. Maria in Aracoeli. 1863, Öl auf Leinwand, Mannheim, Kunsthalle Mannheim
- Szene in einem italienischen Park. Öl auf Leinwand, München, Neue Pinakothek
- Sturm in der Campagna. 1887, Öl auf Leinwand, Stuttgart, Staatsgalerie Stuttgart

### Illustrationen (Auswahl)
Digitalisierte Ausgaben der Universitäts- und Landesbibliothek Düsseldorf:
- In: Friedrich Bodenstedt (Hrsg.): Album deutscher Kunst und Dichtung. Mit Holzschnitten nach Originalzeichnungen der Künstler, ausgeführt von R. Brend’amour. Grote, Berlin 1867, urn:nbn:de:hbz:061:2-184.
- In: Alte und neue Liebeslieder: Mit Bildern und Singweisen / Illustrirt von Düsseldorfer Künstlern [Oswald Achenbach u. a.]. Hallberger, Stuttgart 1849, urn:nbn:de:hbz:061:2-1038.
- In: Aquarelle Düsseldorfer Künstler: den kunstsinnigen Damen gewidmet. Arnz, Düsseldorf 1861, urn:nbn:de:hbz:061:2-736.
- Mole von Neapel. 1857 (urn:nbn:de:hbz:061:1-84810)
- Italienischer Herbstabend. Arnz, Düsseldorf nach 1857, urn:nbn:de:hbz:061:1-84824
- In: Mary Botham Howitt: The Dusseldorf artist’s album. Arnz, Dusseldorf 1854, urn:nbn:de:hbz:061:2-115.
- In: Düsseldorfer Lieder-Album: 6 Lieder mit Pianofortebegleitung. Arnz, Düsseldorf 1851, urn:nbn:de:hbz:061:2-1402.
- In: Ludwig Bund (Hrsg.): Lieder der Heimath: Eine Sammlung der vorzüglichsten Dichtungen im Bilderschmucke deutscher Kunst. Breidenbach, Düsseldorf 1868, urn:nbn:de:hbz:061:2-1174.
- In: K. Stieler, H. Wachenhusen, F. W. Hackländer: Rheinfahrt: Von den Quellen des Rheins bis zum Meere. Kröner, Stuttgart 1875, urn:nbn:de:hbz:061:2-237.
- In: Weihnachts-Album. Arnz, Düsseldorf 1853, urn:nbn:de:hbz:061:2-373.